# Kurt Welzl
Kurt Welzl (6 de novembro de 1954) é um ex-futebolista austríaco. Ele competiu na Copa do Mundo FIFA de 1982, sediada na Espanha, na qual a seleção de seu país terminou na oitava colocação dentre os 24 participantes.